# Maxim Manukián
Maxim Manukián –en armenio, Մաքսիմ Մանուկյան– (Leninakan, 10 de diciembre de 1987) es un deportista armenio que compite en lucha grecorromana.
Ganó dos medallas en el Campeonato Mundial de Lucha, oro en 2017 y bronce en 2018, y una medalla de oro en el Campeonato Europeo de Lucha de 2018.

## Palmarés internacional
| Campeonato Mundial | Campeonato Mundial | Campeonato Mundial | Campeonato Mundial |
| Año                | Lugar              | Medalla            | Categoría          |
| ------------------ | ------------------ | ------------------ | ------------------ |
| 2017               | París (Francia)    | Medalla de oro     | 80 kg              |
| 2018               | Budapest (Hungría) | Medalla de bronce  | 82 kg              |
| Campeonato Europeo |                    |                    |                    |
| Año                | Lugar              | Medalla            | Categoría          |
| 2018               | Kaspisk (Rusia)    | Medalla de oro     | 82 kg              |